# Apterembia cercocyrta
Apterembia cercocyrta är en insektsart som först beskrevs av Krauss 1911.  Apterembia cercocyrta ingår i släktet Apterembia och familjen Embiidae. Inga underarter finns listade i Catalogue of Life.